# Лабанишка река
Лабанишка река е река в Костурско, Гърция и Албания, ляв приток на Четирската река (Ано Рема).

## Описание
Реката извира в Гърция от Дъмбенската планина северно под връх Мали Мади (1655 m) под името Бискова чешма или Бикова чешма. Реката тече на югозапад и минава през изоставеното село Лобаница (Агиос Димитриос), чието име носи. Приема левия си приток Косинецката река или Костенецката река, идваща от село Косинец (Йеропиги) и оттук става гранична с Албания и тече на юг, като носи и името Косинецка. В местността Жупан чифлик завива на запад и се влива в Четирската река като ляв приток при гранична пирамида № 36.

## Притоци
→ ляв приток, ← десен приток
- → Косинецка река
- ← Извор